# بين سكوت
بين سكوت (4 أغسطس 1981 في المملكة المتحدة - ) (بالإنجليزية: Ben Scott)‏ هو لاعب كريكت بريطاني. لعب مع نادي مقاطعة سري للكريكت ‏ ونادي مقاطعة ورسسترشاير للكريكيت ‏ ونادي مقاطعة ميدلسكس للكريكت ‏.

## وصلات خارجية
- بين سكوت على موقع إي آس بي آن كريك إنفو (الإنجليزية)